# 카호우카 댐 파괴

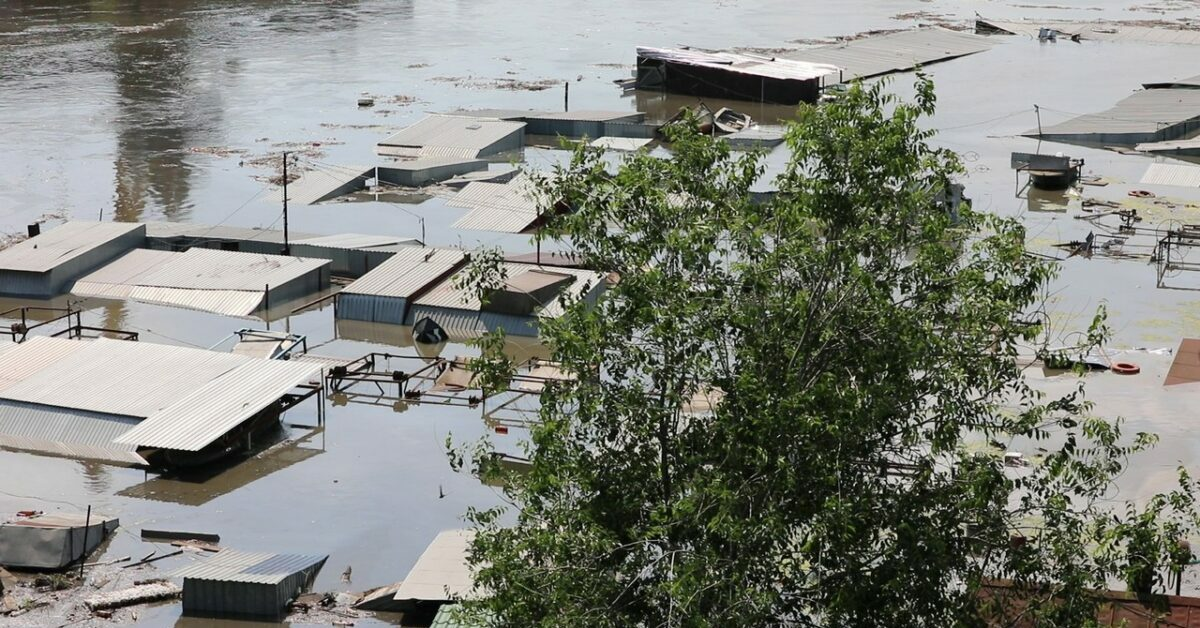
댐이 파괴되어 침수된 마을

카호우카 댐 파괴는 우크라이나 노바카호우카에 위치한 카호우카댐이 파괴되어 카호우카호가 말라버린 사건이다.

## 역사
2023년 6월 6일, 카호우카 댐이 파괴되었다. 우크라이나 젤렌스키 대통령은 댐이 내부폭파에 의해 파괴되었다고 주장했다. 당시 댐은 러시아군이 점령하고 있었다.

## 붕괴 원인
1956년 지어진 카호우카 댐은 카호우카 수력발전소 시설의 일부로 수량 18㎦ 규모 저수지와 연결돼 있다. 자포리자 원전과 러시아군 점령지인 크림반도에 물을 공급하고 있다. 6일 원인을 알 수 없는 폭발로 붕괴됐다.
우크라이나 국영 수력발전회사 대표를 맡고있는 이호르 시로타는 “원자폭탄(공격)을 견딜 수 있도록 지어졌기 때문에 미사일 공격으로 이 정도로 댐을 파괴할 수 없다”며 내부 폭파가 확실하다고 주장했다. 카호우카 댐은 사력댐(모래와 자갈로 지은 댐)이어서 외부 폭발에 특히 강력하다.

## 후유증

### 홍수
카호우카 댐이 폭발로 파괴된 후유증이 수십 년간 이어질 수 있다는 진단이 나왔다.
높이 30ｍ, 길이 3.2㎞의 카호우카 댐은 저수량은 18㎦로 미국 그레이트솔트호에 맞먹는 규모다. 한국에서 가장 많은 양의 물을 담아둘 수 있는 소양강댐(29억 톤)보다 여섯 배 이상 많은 저수량이다.
강 범람으로 주변 지역에서 수천 채의 집이 떠밀려 내려갔다.
카호우카 댐이 파괴되면서 인근 29개 지역이 수몰돼 최소 1만 6천여 명이 이재민이 됐다. 카호우카 댐의 저수량은 18세제곱킬로미터로 한국 충주호의 6.7배로 평가된다.

### 농업용수 부족
댐 붕괴로 인해 드니프로강 하류 주민들이 긴급 대피했고, 불어난 물이 흑해로 빠져나가면 강의 수위는 점차 낮아질 것으로 전망된다.
농업 싱크탱크인 이스트프룻에 따르면 카호우카 호수는 유럽 최대 규모의 관개시스템 중 하나로, 우크라이나 채소 생산의 80%를 담당하고 과일 생산에도 큰 비중을 차지한다.
우크라이나 농업부는 카호우카 댐이 파괴되어 헤르손주 농경지의 관개 시스템 94%, 자포리자주 74% 및 드니프로페트로우스크주 30% 등에 물이 없게 된다고 말했다.

### 자포리자 원전

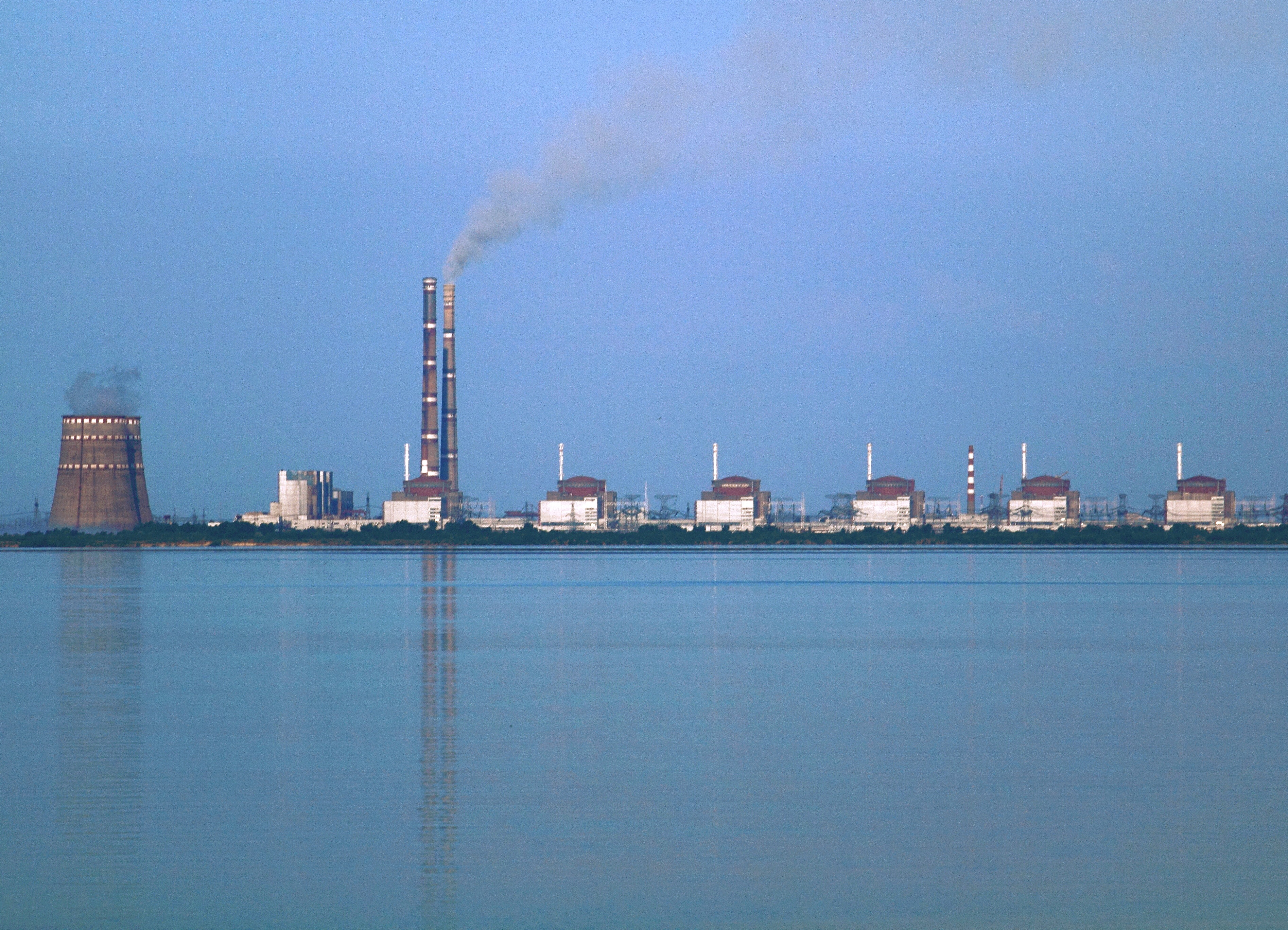
유럽에서 제일 큰 원자력 발전소인 자포리자 원전

수일 내에 호수 수위가 인근 자포리자 원전의 물 펌프 높이보다 낮아질 것으로 예상된다.
자포리자 원전은 이 호숫물을 끌어다 원자로와 폐연료 냉각에 사용해 왔다.
호숫물 공급이 끊겨도 자체 비상용 물탱크가 있어서 수개월간은 별 탈 없을 수 있지만, 문제는 이 물탱크 관리도 러시아군이 하고 있다는 점이다.
자포리자 원전은 유럽에서 제일 큰 원자력 발전소이자 세계에서 9번째로 발전량이 큰 원자력 발전소이다. 우크라이나 동남부에 있으며 드니프로강 유역 카호브스케 저수지 인근에 있다.

## 같이 보기
- 러시아의 우크라이나 침공이 원자력 발전소에 끼친 영향
- 드니프로 수력발전소
- 초토화
- 이제르 강 전투
- 황하 제방 붕괴 사건
- 이타이푸 댐
- 홍수